# Relaciones Camerún-Chile
Las relaciones Camerún-Chile son las relaciones internacionales entre la República de Camerún y la República de Chile.

## Historia

### sigloXX
Las relaciones diplomáticas entre Camerún y Chile fueron establecidas el 11 de agosto de 1964.

## Misiones diplomáticas
- Camerún no cuenta con representaciones diplomáticas ni consulares en Santiago de Chile.[2]
- Chile no cuenta con representaciones diplomáticas ni consulares en Yaundé.[2]